# Raymond James Stadium
Raymond James Stadium – stadion wielofunkcyjny w Tampie, na którym swoje mecze rozgrywa futbolowy zespół ligi NFL Tampa Bay Buccaneers, a także akademicka drużyna futbolowa South Florida Bulls.
Budowę stadionu rozpoczęto w październiku 1996, a pierwszy mecz odbył się 20 września 1998, gdy Tampa Bay Buccaneers podejmowali Chicago Bears. Na Raymond James Stadium mecze domowe rozgrywa również zespół University of South Florida – South Florida Bulls. Rekordową frekwencję zanotowano 9 stycznia 2017 podczas meczu o mistrzostwo kraju college football pomiędzy Clemson Tigers a Alabama Crimson Tide. Spotkanie obejrzało 74 512 widzów. Stadion ma pojemność 65 890 miejsc.
W latach 1999–2001 z obiektu korzystał zespół ligi Major League Soccer Tampa Bay Mutiny. Raymond James Stadium był trzykrotnie areną Super Bowl, po raz pierwszy w 2001 roku. Na stadionie miały miejsce również koncerty, między innymi U2, Taylor Swift oraz Beyoncé.
| Data             | Super Bowl | Zespół              | Wynik | Zespół               | Widzów |
| ---------------- | ---------- | ------------------- | ----- | -------------------- | ------ |
| 28 stycznia 2001 | XXXV       | Baltimore Ravens    | 34:7  | New York Giants      | 71 921 |
| 1 lutego 2009    | XLIII      | Pittsburgh Steelers | 27:23 | Arizona Cardinals    | 70 774 |
| 7 lutego 2021    | LV         | Kansas City Chiefs  | 9:31  | Tampa Bay Buccaneers | 24 835 |